# HEPCO

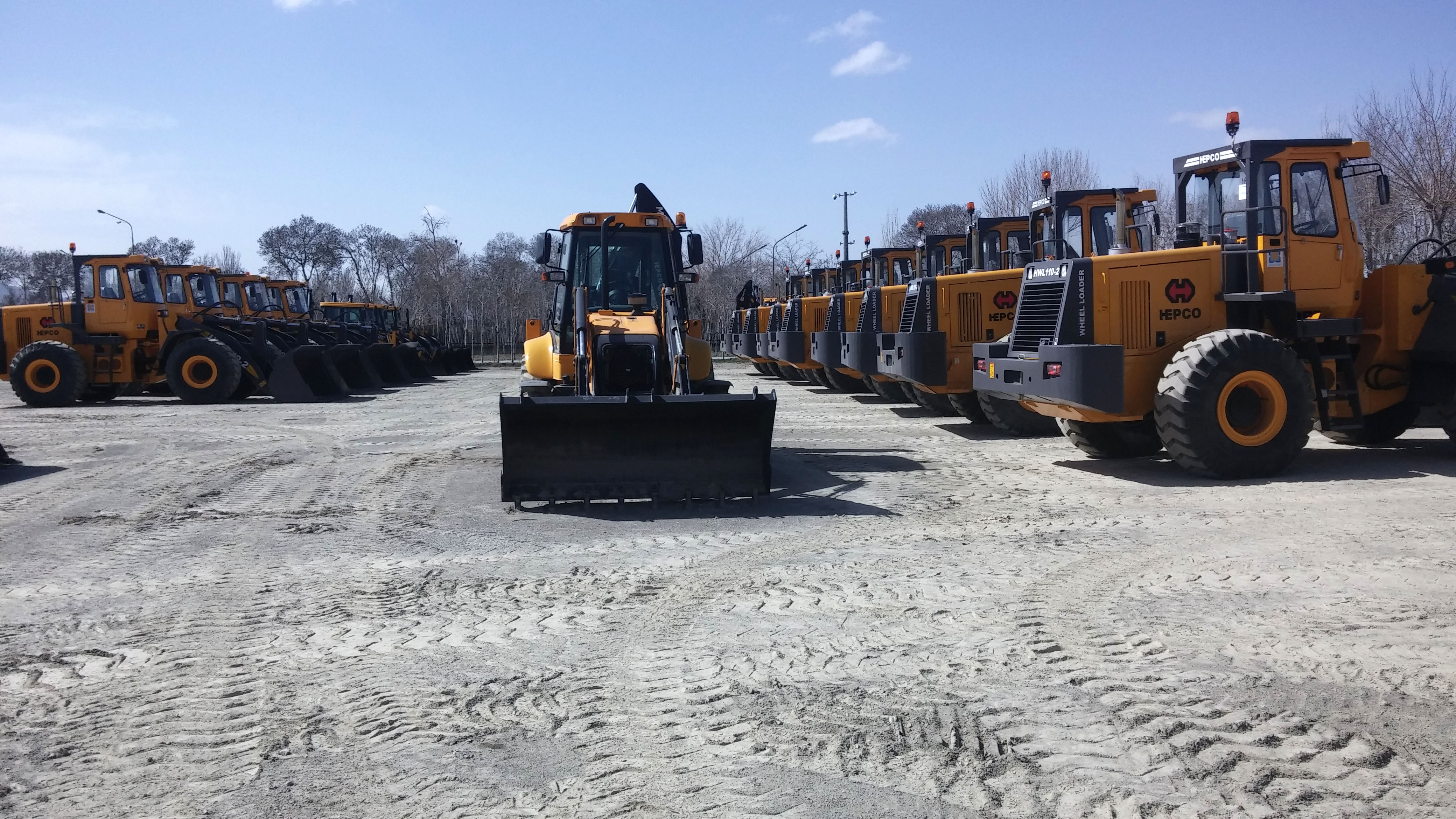
Pale gommate HEPCO

HEPCO (Heavy Equipment Production Company) è una società iraniana tra le più grandi produttrici di tutto il Medio Oriente; con sede ad Arak, produce macchine movimento terra, macchine agricole, vagoni ferroviari, camion e attrezzature per l'industria petrolifera, mineraria, metalmeccanica ed energetica . L'azienda conta 1.500 dipendenti con una capacità produttiva annua di 4.800 unità.

## Storia
HEPCO venne fondata e registrata nel 1972 come produttrice di attrezzature pesanti. Nel 1975 HEPCO, in collaborazione con i licenziatari Navistar International, Dynapac, Poclain, Sakai Heavy Industries e Lokomo, riprese l'attività nei suoi locali nel circondario di Arak su un terreno di 1 milione di metri quadrati, di cui 40.000 dedicati allo stabilimento di produzione.
Nel 1984 il progetto di sviluppo di HEPCO si avvalse di collaborazioni con le società Liebherr e Volvo, allo scopo di realizzare strutture in acciaio per attrezzature da costruzione: esso prevedeva infatti la costruzione di uno stabilimento di 60.000 metri quadrati e l'installazione di nuove numerose macchine da taglio, da saldatura e da fresatura, in grado di produrre 2100 unità nella prima fase.
Nel 1993 venne fondata la HEPCO Engineering & Parts, che consentì alla stessa di produrre localmente un numero maggiore di parti e componenti (oltre alle strutture in acciaio).
Dato che gli stabilimenti disponevano di un'ampia capacità produttiva maggiore rispetto a quella effettivamente utilizzata, dal 1996 la Società si impegnò progressivamente nella fabbricazione di parti e componenti per progetti industriali, come centrali elettriche, raffinerie petrolifere, complessi petrolchimici e gru a portale. Le capacità così acquisite successivamente si consolidarono formando una nuova società, fondata nel 2002 con il nome di Energy Equipment Production Co. (Teta), sempre di proprietà di HEPCO. 
Oggi, HEPCO, insieme alle sue filiali e in collaborazione con i suoi partner mondiali, è attiva nella produzione, fornitura e supporto di progetti di costruzione, minerari e industriali.
Tra i suoi partner più stretti troviamo importanti aziende come: Volvo, Komatsu, Liebherr, New Holland, XCMG, Ingersoll Rand, Case IH, Deutz, Cummins, Landini, Siemens, Alstom, Doosan Heavy Industries, YTO Group, Berco, Carraro, Foton Motor, Rexroth e Sauer.